# 27 de junho
27 de junho é o 178.º dia do ano no calendário gregoriano (179.º em anos bissextos). Faltam 187 dias para acabar o ano.

## Eventos históricos

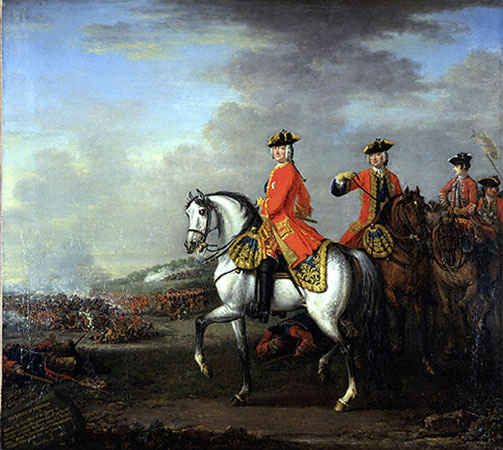
1743: Jorge II na Batalha de Dettingen

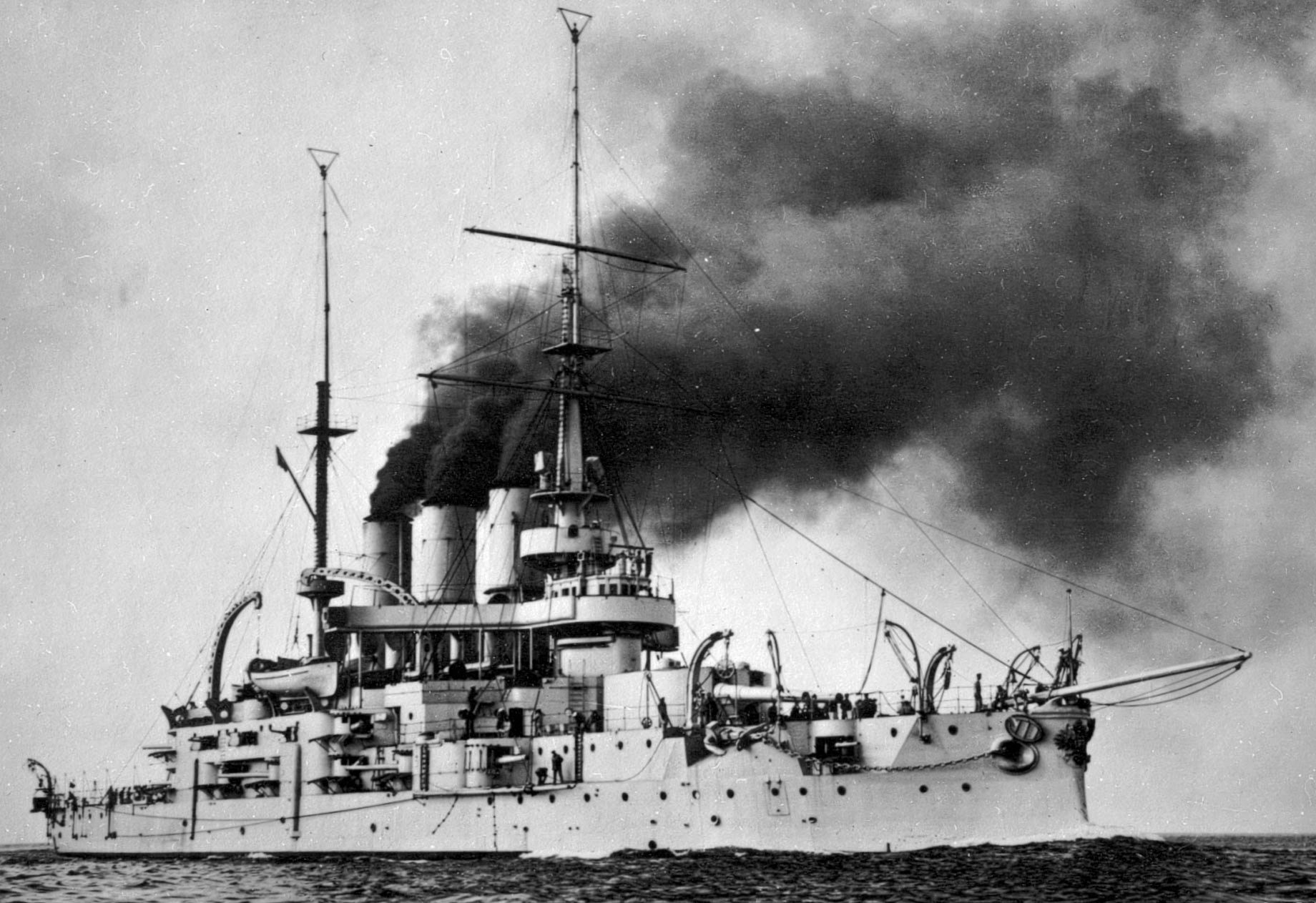
1905: Motim a bordo do couraçado russo

- 1358 — Fundada a República de Ragusa.
- 1499 — Américo Vespúcio, em viagem financiada pelos espanhóis, avista a costa ao sul do Cabo Cassipore.[1]
- 1743 — Na Batalha de Dettingen, Jorge II se torna o último monarca britânico reinante a participar de uma batalha.
- 1806 — Forças britânicas tomam Buenos Aires durante a primeira invasão britânica do Rio da Prata.
- 1844 — Joseph Smith Jr., fundador do Movimento dos Santos dos Últimos Dias, e seu irmão Hyrum Smith, são mortos por uma multidão na cadeia de Carthage, Illinois.
- 1887 — O Instituto Agronômico de Campinas (I.A.C.) é fundado por D. Pedro II do Brasil com o nome de Imperial Estação Agronômica de Campinas.
- 1898 — A primeira circum-navegação solo do globo é completada por Joshua Slocum, da Ilha Briar, Nova Escócia.
- 1905 — Durante a Guerra Russo-Japonesa, os marinheiros iniciam um motim a bordo do couraçado russo Kniaz Potemkin Tavricheski.
- 1927 — O primeiro-ministro do Japão, Tanaka Giichi, convoca uma conferência de onze dias para discutir a estratégia do Japão na China. O Memorial de Tanaka, um plano forjado para dominar o mundo.
- 1941 — Segunda Guerra Mundial: Tropas alemãs capturam a cidade de Białystok durante a Operação Barbarossa.
- 1950 — Os Estados Unidos decidem enviar tropas para lutar na Guerra da Coreia.
- 1954
  - A partida pelas quartas de finais da Copa do Mundo FIFA de 1954 entre Hungria e Brasil, altamente aguardada, torna-se violenta, com três jogadores sendo expulsos e outros combates continuando depois do jogo.
  - A Usina Nuclear de Obninsk, a primeira usina nuclear da União Soviética, é inaugurada em Obninsk, perto de Moscou.
- 1975 — Brasil assina um acordo com a Alemanha Ocidental o qual previa a transferência de conhecimento operacional sobre reatores nucleares.
- 1972 — Fundação da empresa de produtos eletrônicos Atari.
- 1973 — O presidente do Uruguai, Juan María Bordaberry, dissolve o Parlamento e instaura uma ditadura.
- 1974 — o presidente dos Estados Unidos, Richard Nixon, visita a União Soviética.
- 1976 — Voo 139 da Air France (Tel Aviv-Atenas-Paris) é sequestrado a caminho de Paris pela OLP e desviado para Entebbe, Uganda.
- 1977 — A França concede independência ao Djibuti.
- 1980 — O "Desastre de Ustica": o voo Aerolinee Itavia 870 cai no mar enquanto seguia de Bolonha para Palermo, na Itália, matando todos as 81 pessoas a bordo.
- 1981 — O Comitê Central do Partido Comunista da China emite sua "Resolução sobre certas questões na história do nosso partido desde a fundação da República Popular da China", culpando Mao Tsé-Tung pela Revolução Cultural.
- 1982 — Lançamento do ônibus espacial Columbia do Centro Espacial John F. Kennedy na missão final de voo de pesquisa e desenvolvimento, a STS-4.
- 1990 — Criado o Instituto Nacional do Seguro Social do Brasil.
- 2007
  - A Polícia Militar do Brasil invade as favelas do Complexo do Alemão em um episódio que é lembrado como Operação policial no Complexo do Alemão.
  - Tony Blair renuncia ao cargo de primeiro-ministro britânico, cargo que ocupava desde 1997. Seu chanceler, Gordon Brown, o sucede.
- 2008 — Em uma eleição altamente criticada, o presidente do Zimbábue, Robert Mugabe, é reeleito após seu oponente, Morgan Tsvangirai, ter se retirado uma semana antes, citando violência contra os apoiadores de seu partido.
- 2013 — NASA lança o Interface Region Imaging Spectrograph, uma sonda espacial para observar o Sol.
- 2017 — Uma série de poderosos ataques cibernéticos usando o malware Petya começa a inundar sites de organizações ucranianas e contrapartes com conexões ucranianas em todo o mundo.
- 2022
  - Vazamento de gás cloro deixa 14 mortos e mais de 265 feridos no Porto de Aqaba, Jordânia.[2]
  - 53 imigrantes são encontrados mortos após ficarem trancados em um caminhão, em San Antonio, Texas, Estados Unidos.[3]

## Nascimentos

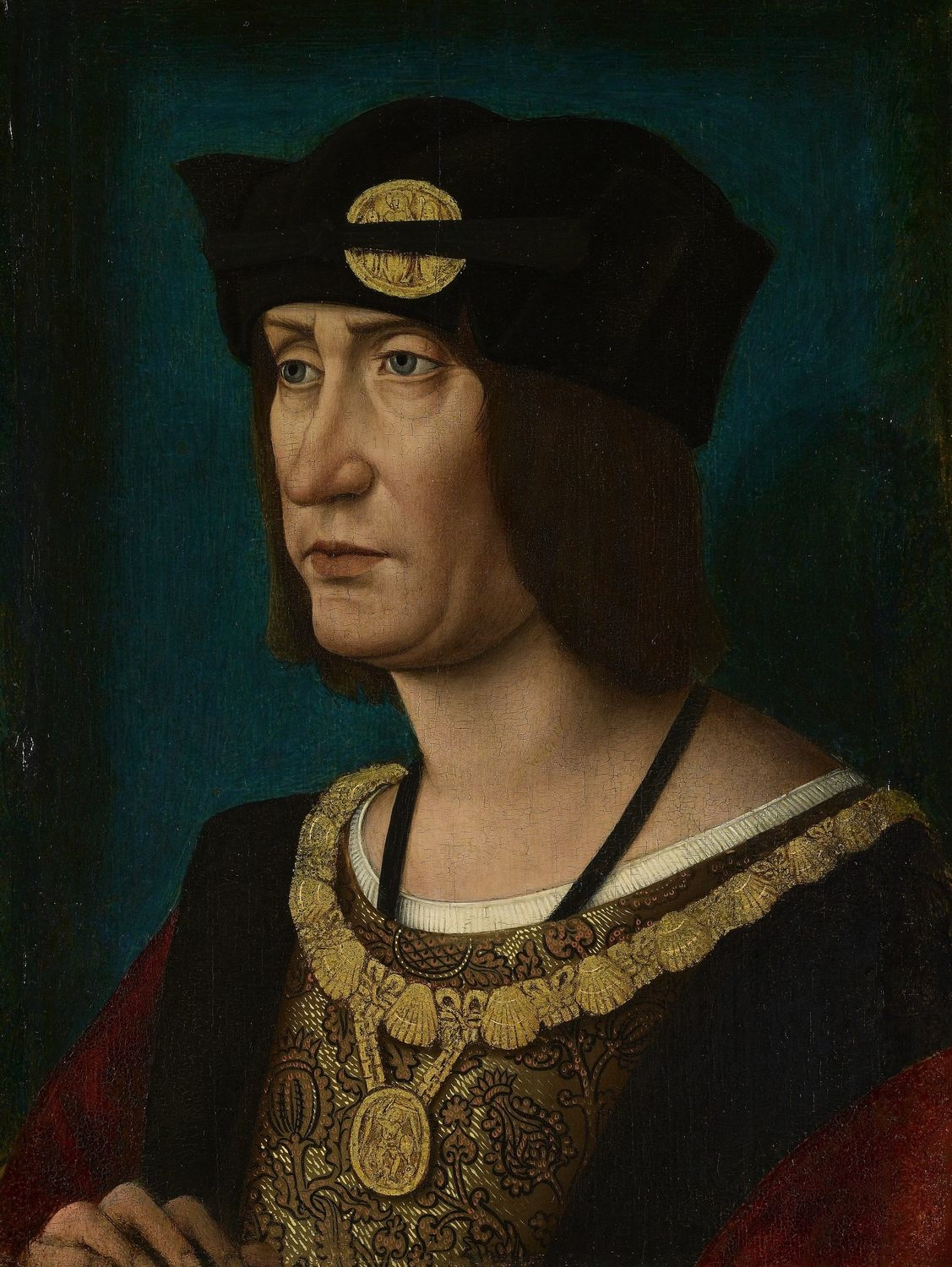
Luís XII de França.

Guimarães Rosa

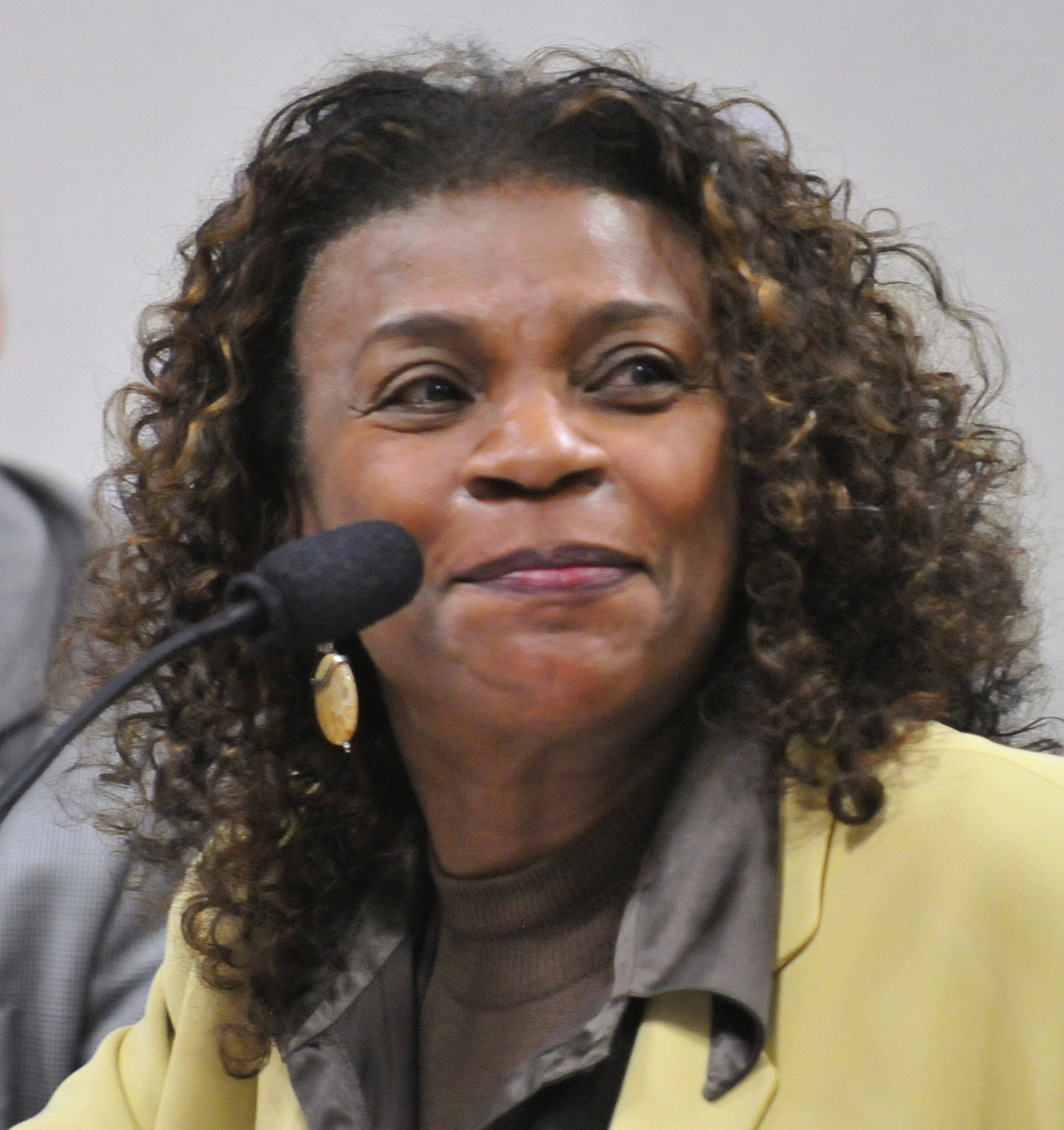
Zezé Motta

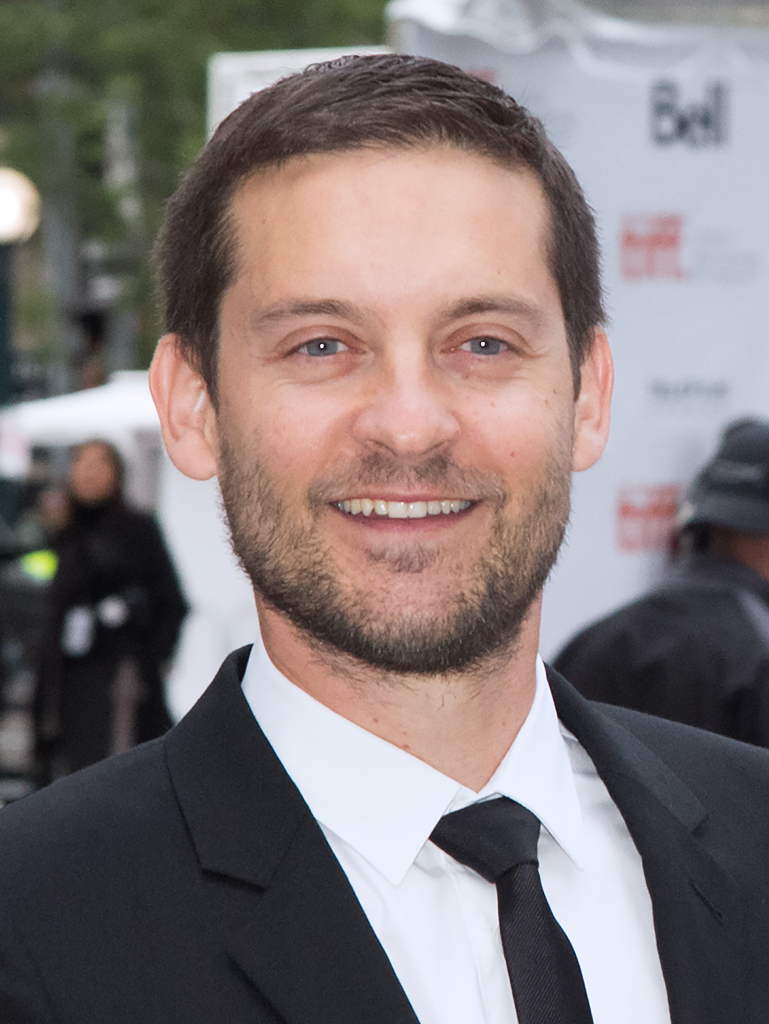
Tobey Maguire

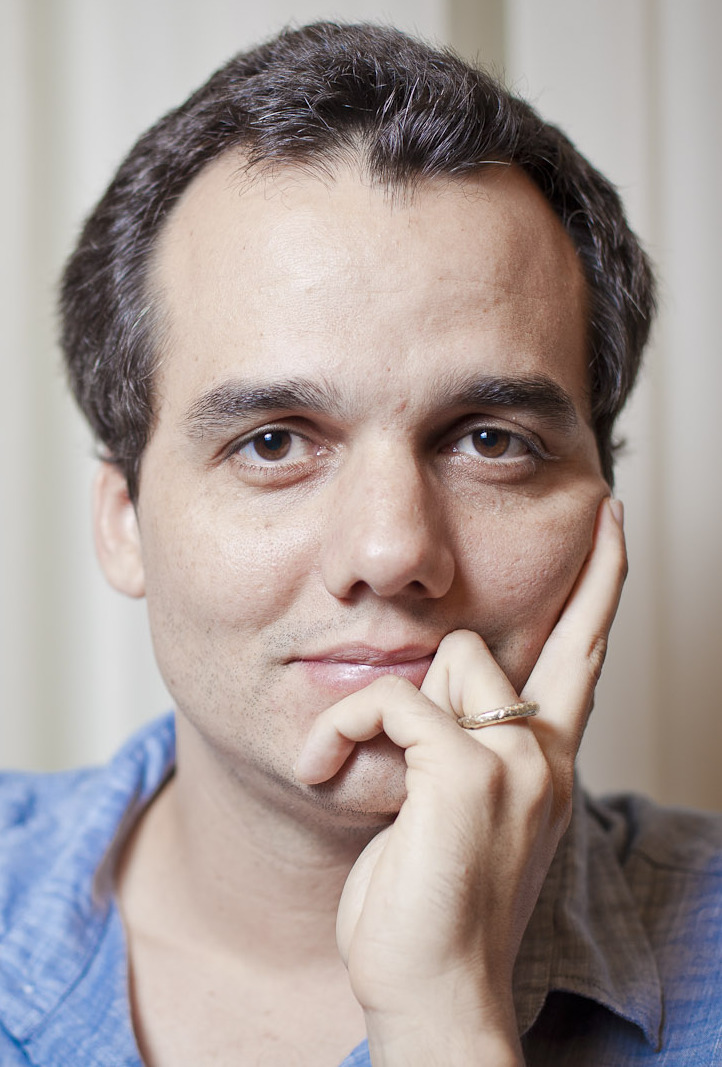
Wagner Moura

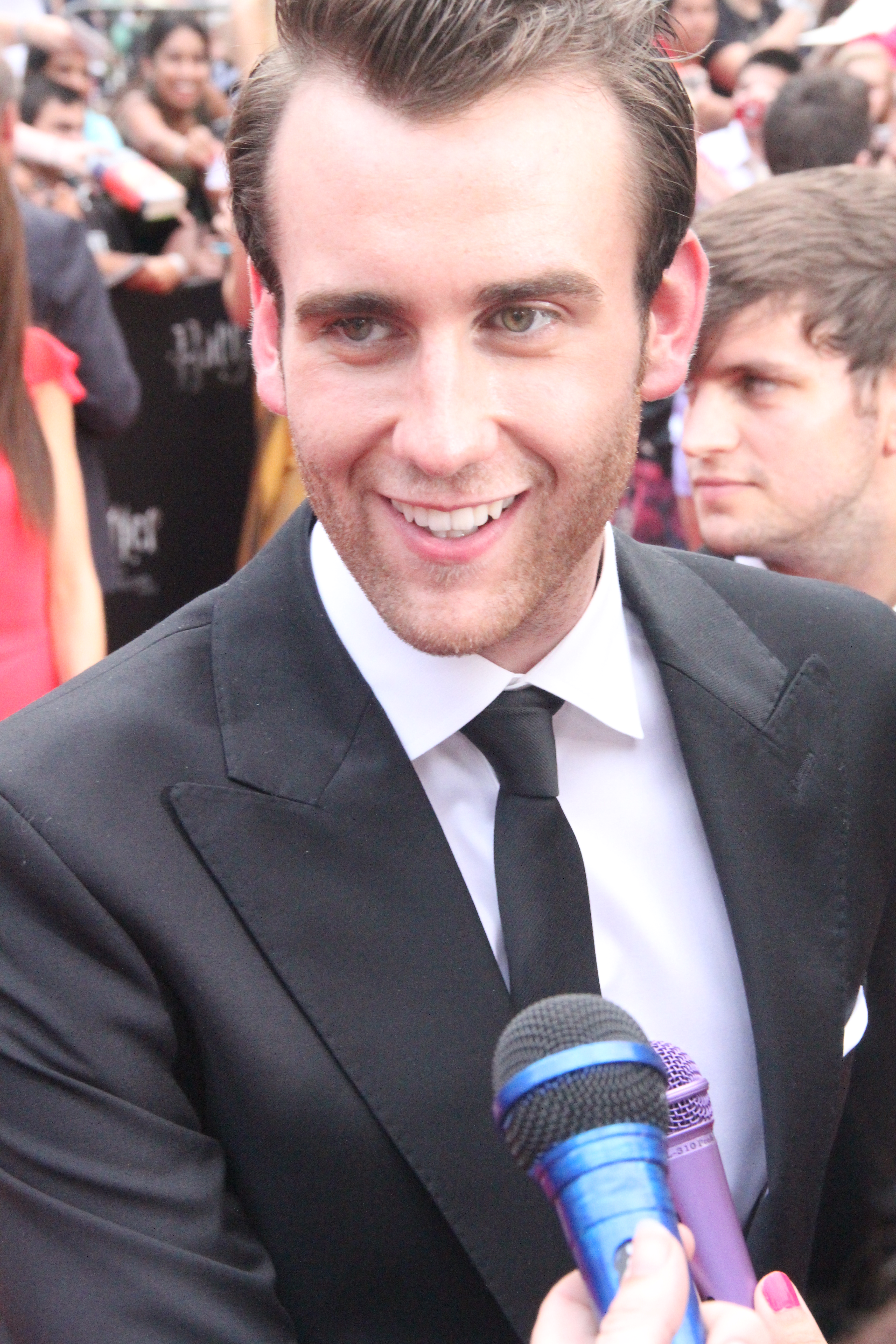
Matthew Lewis

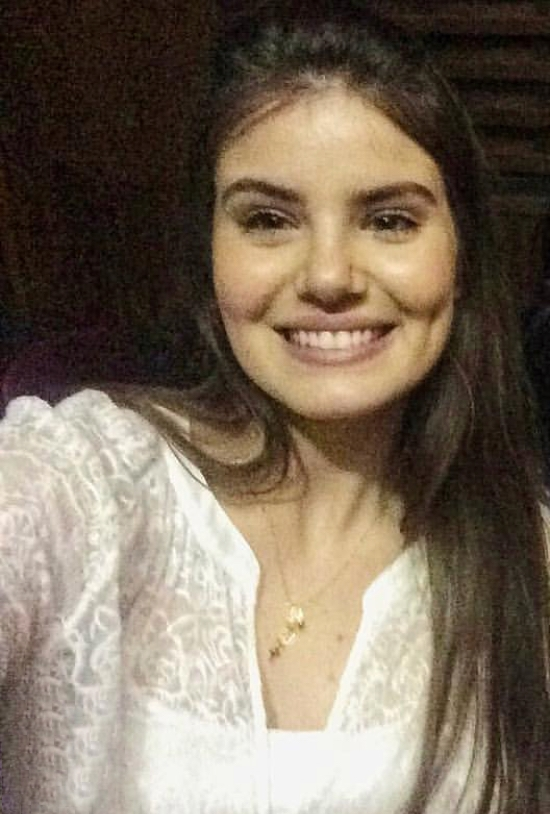
Camila Queiroz

### Anterior ao século XIX
- 0850 — Ibraim II de Ifríquia, emir de Ifríquia (m. 902).
- 1040 — Ladislau I da Hungria (m. 1095).
- 1350 — Manuel II Paleólogo, imperador bizantino (m. 1425).
- 1430 — Henrique Holland, 3.º Duque de Exeter (m. 1475).
- 1462 — Luís XII de França (m. 1515).
- 1550 — Carlos IX de França (m. 1574).
- 1703 — Jean-Baptiste Boyer d'Argens, escritor e filósofo francês (m. 1771).
- 1717 — Louis Guillaume Le Monnier, médico e botânico francês (m. 1799).
- 1740 — John Latham, ornitólogo britânico (m. 1837).

### Século XIX
- 1805 — Napoleon Coste, compositor e violinista francês (m. 1883).
- 1806 — Augustus De Morgan, matemático britânico (m. 1871).
- 1812 — John Pyke Hullah, compositor e professor de música britânico (m. 1884).
- 1819 — Ernst Falkbeer, enxadrista austríaco (m. 1885).
- 1838 — Paul von Mauser, empresário e desenhador de armas alemão (m. 1914).
- 1846 — Charles Stewart Parnell, ativista da independência irlandesa (m. 1891).
- 1850
  - Lafcádio Hearn, escritor japonês (m. 1904).
  - Jørgen Pedersen Gram, matemático dinamarquês (m. 1919).
- 1860 — Miguel Vaz de Almada, nobre e político português (m. 1916).
- 1869 — Emma Goldman, anarquista lituana (m. 1940).
- 1880 — Helen Keller, escritora, conferencista e ativista social norte-americana (m. 1968).
- 1885
  - Guilhermina Suggia, violoncelista portuguesa (m. 1950).
  - Pierre Montet, egiptólogo francês (m. 1966).

### Século XX

#### 1901–1950
- 1908 — Guimarães Rosa, escritor brasileiro (m. 1967).
- 1933 — José Fonseca e Costa, realizador português (m. 2015).
- 1934 — João Cândido Linhares, político brasileiro (m. 2019).
- 1936 — Julos Beaucarne, poeta, ator, escultor e cantor belga (m. 2021).
- 1937 — Vladimir Herzog, jornalista brasileiro (m. 1975).
- 1938 — Marco Antônio Matos, narrador esportivo brasileiro (m. 2004).
- 1939 — Nilton César, cantor brasileiro.
- 1941
  - Errol Mann, futebolista americano (m. 2013).
  - Krzysztof Kieślowski, cineasta polonês (m. 1996).
- 1944 — Zezé Motta, cantora e atriz brasileira.
- 1949 — Vera Wang, estilista norte-americana.

#### 1951–2000
- 1951 — Manuel Cajuda, treinador de futebol português.
- 1955 — Isabelle Adjani, atriz francesa.
- 1962
  - Tony Leung Chiu-Wai, ator chinês.
  - Ollanta Humala, político peruano.
- 1965 — Pablo Bengoechea, futebolista uruguaio.
- 1966
  - Jeffrey J. Abrams, escritor, ator, compositor e produtor norte-americano.
  - Aigars Kalvītis, político letão.
- 1969 — Viktor Petrenko, patinador artístico ucraniano.
- 1971
  - Serginho, futebolista brasileiro.
  - Dipendra do Nepal (m. 2001).
- 1972 — Cazwell, rapper e compositor estadunidense.
- 1974 — Christopher O'Neill, banqueiro anglo-americano.
- 1975 — Tobey Maguire, ator norte-americano.
- 1976 — Wagner Moura, ator e músico brasileiro.
- 1977 — Raúl, futebolista espanhol.
- 1979
  - Fabiano, futebolista brasileiro.
  - Fabrizio Miccoli, futebolista italiano.
- 1981 — Cléber Santana, futebolista brasileiro (m. 2016).
- 1984
  - Emma Lahana, atriz neozelandesa.
  - Khloé Kardashian, socialite norte-americana.
- 1985
  - Svetlana Kuznetsova, tenista russa.
  - Nico Rosberg, automobilista alemão.
- 1986
  - Drake Bell, ator e cantor estadunidense.
  - LaShawn Merritt, atleta estadunidense.
  - Sam Claflin, ator britânico.
- 1987
  - Ed Westwick, ator e cantor britânico.
- 1988 — Stefani Bismpikou, ginasta grega.
- 1989
  - Matthew Lewis, ator britânico.
  - Bruna Tenório, modelo brasileira.
- 1993
  - Adair Cardoso, cantor e compositor brasileiro.
  - Camila Queiroz, atriz e modelo brasileira.
- 1996
  - Tanay Chheda, ator indiano
  - Lauren Jauregui, cantora cubano-americana.
- 1999 — Chandler Riggs, ator norte-americano.

### Século XXI
- 2001
  - Curtis Harris, ator americano.

## Mortes

### Anterior ao século XIX
- 1162 — Odão II da Borgonha (n. 1118).
- 1194 — Sancho VI de Navarra (n. 1133).
- 1458 — Afonso V de Aragão (n. 1396).
- 1574 — Giorgio Vasari, pintor e arquiteto italiano (n. 1511).
- 1636 — Date Masamune, samurai japonês (n. 1567).
- 1742 — Nathan Bailey, filólogo e lexicógrafo britânico (n. ?).
- 1794 — Anne, Condessa de Noailles (n. 1729).

### Século XIX
- 1809 — Leopoldina de Sternberg, princesa de Liechtenstein (n. 1733).
- 1831 — Sophie Germain, matemática francesa (n. 1776).
- 1844
  - Joseph Smith Jr., religioso, empreendedor e político norte-americano (n. 1805).
  - Hyrum Smith, religioso e missionário norte-americano (n.1800).
- 1848 — Denys Affre, arcebispo francês (n. 1793).
- 1876 — Christian Gottfried Ehrenberg, naturalista alemão (n. 1795).
- 1879 — Margarida Bays, alfaiate suíça (n. 1815).

### Século XX
- 1944 — Vera Menchik, enxadrista tcheco-inglesa (n. 1906).
- 1985 — João Luiz Pozzobon, diácono e missionário brasileiro (n. 1904).
- 1989 — Alfred Jules Ayer, educador e filósofo britânico (n. 1910).
- 1996 — Albert R. Broccoli, produtor de cinema norte-americano (n. 1909).
- 1997 — Carlos Reverbel, escritor e jornalista brasileiro (n. 1912).
- 1998 — João Aloysio Hoffmann, bispo brasileiro (n. 1919).
- 1999 — George Papadopoulos, político grego (n. 1919).
- 2000 — Pierre Pflimlin, político francês (n. 1907).

### Século XXI
- 2001
  - Roberto Pires, cineasta brasileiro (n. 1934).
  - Jack Lemmon, ator norte-americano (n. 1925).
  - Glória Magadan, autora de telenovelas cubana (n. 1920).
- 2002 — John Entwistle, baixista britânico (n. 1944).
- 2003 — Walter Hugo Khouri, cineasta brasileiro (n. 1929).
- 2007 — Bruno Tolentino, poeta brasileiro (n. 1940).
- 2009 — Gofredo da Silva Teles Júnior, jurista brasileiro (n. 1915).
- 2016
  - Caçapava, futebolista brasileiro (n. 1954).
  - Bud Spencer, ator e nadador italiano (n. 1929).
- 2018 — Joseph Jackson, empresário americano (n. 1928).
- 2021 — Artur Xexéo, jornalista, escritor, tradutor e dramaturgo brasileiro (n. 1951).
- 2024 — Manuel Fernandes futebolista português  (n. 1951).
- 2025 — Ruy Carlos Ostermann, jornalista brasileiro (n. 1934).

## Feriados e eventos cíclicos

### Internacional
- Dia Internacional da Pessoa com Surdo-cegueira
- Dia Internacional das Micro, Pequenas e Médias Empresas

### Brasil
- Dia do Mestiço
- Dia Nacional do Vôlei
- Dia Nacional do Técnico em Nutrição e Dietética
- Dia Nacional do Progresso
- Aniversário do município de Canguçu, Rio Grande do Sul
- Aniversário do município de Canoas, Rio Grande do Sul.
- Feriado em Taguatinga, Distrito Federal — dia de Nossa Senhora do Perpétuo Socorro
- Feriado em Teodoro Sampaio — dia de Nossa Senhora do Perpétuo Socorro

### Cristianismo
- Cirilo de Alexandria
- Crescêncio
- Ladislau I da Hungria
- Margarida Bays
- Nossa Senhora de Gietrzwałd
- Nossa Senhora do Perpétuo Socorro

## Outros calendários
- No calendário romano era o 5.º dia (V) antes das calendas de julho.
- No calendário litúrgico tem a letra dominical C para o dia da semana.
- No calendário gregoriano a epacta do dia é *.